# Међународни дан река
Међународни дан река се обележава сваког 14. марта са циљем подизања свести о значају река и водотока за живот људи на планети Земљи, као и о потреби њихове заштите и одрживог управљања.

## Историјат
Међународни дан река се обележава 14. марта у знак сећања на први међународни сусрет људи погођених бранама 1997. године у Kуритиби. Првобитни циљ обележавања овог дана био је да се изгради и ојача регионална и међународна мрежа унутар међународног покрета за борбу против брана, међутим ова иницијатива је прерасла у ширу акцију која има за циљ повећање свести јавности о значају река и подстицање брига о рекама. Обележава се у шездесет земаља света у којима се организују акције чишћења обала река, учење о важности река у школама и медијима.
Сваке године стотине заједница широм света припремају програме и низове догађаја којима светкују своје реке, образујући свет о важности здравих и активних река. Своје активности, идеје и приче постављају на сајт посвећен Међународном дану река. На тај начин бивају једногласни и уједињени, ширећи поруку да је овај свет пун људи који раде на оживљавању и заштити својих река од загађења и корпоративне контроле. Оваквим деловањем и дељењем својих искустава и прича постају видљивији.
Република Србија остварује сарадњу у међународним оквирима у области вода и успоставља и унапређује сарадњу са релевантним међународним организацијама. Пуноправни је члан у две међународне организације: Међународне комисије за заштиту реке Дунав и Међународне комисије за слив реке Саве, а ЈВП „Србијаводе” активно учествује у раду ових комисија и има чланове у готово свим експертским групама.